# It's Not Just You, Murray!
It's Not Just You, Murray! es un cortometraje estadounidense de 1964 dirigido por Martin Scorsese. La película se centra en Murray, un mafioso de mediana edad que repasa sus inicios. La película se estrenó en el Festival de Cine de Nueva York en 1966. It's Not Just You, Murray! ganó varios premios, incluido el Premio del Sindicato de Productores a la mejor película estudiantil y el Premio Intercolegial Jesse L. Lasky.

## Trama
Murray (interpretado por Ira Rubin), un mafioso de mediana edad, recuerda sus inicios desde que era un contrabandista hasta convertirse en rico e influyente. Afirma que su éxito y felicidad provienen del apoyo de su «amigo» Joe (interpretado por Sam De Fazio). Murray sigue a Joe a ciegas, pero Joe lo apuñala por la espalda al acostarse con su esposa.

## Reparto
Créditos según el British Film Institute.
- Ira Rubin - Murray
- Sam De Fazio - Joe
- Andrea Martin - Esposa de Murray
- Catherine Scorsese - Madre

## Producción
La película se realizó en la Universidad de Nueva York. Tiene una duración de quince minutos y fue filmada en película de 16 mm en blanco y negro. Mientras trabajaba en la película, Martin Scorsese conoció a Laraine Marie Brennan, con quien se casó. Gran parte de la película se rodó en el apartamento de Scorsese. La historia de la película está basada en su tío. Scorsese coescribió el guion con Mardik Martin. La película marcó el debut como actriz de la madre de Scorsese, Catherine Scorsese. Posteriormente se estrenó en el Festival de Cine de Nueva York en 1966.

## Recepción
En 1964, It's Not Just You, Murray! ganó el Premio del Sindicato de Productores a la mejor película estudiantil. Más tarde, la película ganó el premio intercolegial Jesse L. Lasky.
Patricia Cooper y Ken Dancyger escribieron que la película es «una de las mejores películas de estudiantes jamás realizadas».. Mark Asch de Reverse Shot escribió: «La celebración las propias influencias, una constante en la carrera de Scorsese, es una característica que It's Not Just You, Murray! comparte con innumerables otras películas de estudiantes». Christopher Campbell de Business Insider escribió que la película «presenta algunos paralelismos más e incluso parece una plantilla para una serie de trabajos posteriores, incluidos Goodfellas, Casino y ahora El lobo de Wall Street». Nora Sayre de The New York Times escribió: «Lo que es agradable en todo momento es la forma en que la narración contradice lo que sucede en la pantalla».